# Босамыкин, Валерий Семёнович
Валерий Семёнович Босамыкин (18 сентября 1941 года, с. Выборное, Вадинский район, Пензенская область, СССР — 14 мая 1996 года, Саров, Нижегородская область, Россия) — ученый физик-ядерщик. Кандидат физико-математических наук. Лауреат Ленинской премии (1982). Ученик известного физика-экспериментатора Александра Павловского.

## Биография
Родился в с. Выборное, Вадинский район, Пензенская область. В 1949 г. переехал с родителями в Пензу.
C 1958 года — студент факультета экспериментальной физики Московского инженерно-физического института (с 2009 года — Национальный исследовательский ядерный университет «МИФИ»).
С 1964 по 1996 г. работал в Арзамасе-16, с 1970 г. старший научный сотрудник, с февраля 1976 г. начальник лаборатории, с 1986 г. начальник отдела радиационной физики, с февраля 1987 г. одновременно заместитель начальника отделения по направлению радиационных исследований и испытаний, с июня 1993 г. начальник отделения 04, с декабря того же года — заместитель научного руководителя РФЯЦ-ВНИИЭФ по экспериментальным, прикладным и фундаментальным исследованиям.
В октябре 1975 г., окончив заочную аспирантуру МИФИ, защитил кандидатскую диссертацию.
Принимал участие в разработке новых линейных импульсных ускорителей ЛИУ (ЛИУ-10, ЛИУ-30, ЛИУ-10-ГИР), а также Пульсар.
Исследования, проведенные им на облучательных установках во ВНИИЭФ, позволили получить важные результаты для ракетчиков.
В 1982 году за научное обоснование и практическую реализацию новых мощных линейных сильноточных ускорителей заряженных частиц присуждена Ленинская премия.
Умер 14 мая 1996 года. Похоронен в Пензе на Восточном кладбище.

## Научная деятельность
Является автором (соавтором) более 300 работ, в числе которых 60 изобретений, 31 доклад на конференциях и научных советах.

### Избранные труды
- Павловский А. И., Босамыкин В. С. Безжелезные линейные индукционные ускорители. — Атомн. энергия, 1974, Т. 37, вып. 3. — С. 228—233
- Павловский А. И., Босамыкин В. С., Савченко В. А. и др. Мощный электронный ускоритель ЛИУ-10. — ДАН СССР, 1980, Т. 250, № 5. — С. 1118—1122
- Павловский А. И., Басманов В. Ф., Босамыкин B.C. Электроразрядный СО2 лазер с объёмом активной области 0,28 м3 // Квантовая электроника, 1987, т. 14, № 2., с. 428—430
- Борин И. П., Босамыкин В. С., Молитвин А. М. Долговечность меди и её сплавов при импульсном электромагнитном воздействии // Физика металлов и металловедение. 1996, Т. 81, вып. 5. — С. 170—175